# Hylophila rubra
Hylophila rubra är en orkidéart som beskrevs av Oakes Ames. Hylophila rubra ingår i släktet Hylophila och familjen orkidéer.
Artens utbredningsområde är Filippinerna. Inga underarter finns listade i Catalogue of Life.